# Васка ди Колмата (Салерно)
Васка ди Колмата је насеље у Италији у округу Салерно, региону Кампанија.
Према процени из 2011. у насељу је живело 47 становника. Насеље се налази на надморској висини од 1 м.